# Helen Eadie

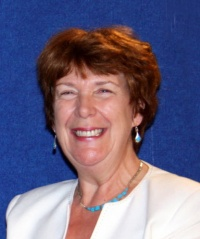
Helen Eadie

Helen Stirling Eadie (* 7. März 1947 in Stenhousemuir; † 9. November 2013 in Dunfermline) war eine britische Politikerin und Mitglied der Labour Party.
Bei den schottischen Parlamentswahlen 1999 gewann Helen Eadie das Direktmandat ihres Wahlkreises Dunfermline East und zog in das neugeschaffene schottische Parlament ein. Bei den Parlamentswahlen 2003 und 2007 verteidigte Eadie ihren Wahlkreis jeweils deutlich mit einer um mindestens 16 % höheren Stimmenzahl vor den wechselnden Kandidaten der SNP. Im Rahmen der Wahlkreisreform 2011 wurde der Wahlkreis Dunfermline East abgeschafft und ging in den neuen Wahlkreisen Dunfermline und Cowdenbeath auf. Zu den Parlamentswahlen 2011 trat sie deshalb für den Wahlkreis Cowdenbeath an und gewann diesen mit einer Gesamtzahl von 11.925 Stimmen (46,5 %) mit einem Vorsprung von 4,9 % vor dem Kandidaten der SNP, Ian Chisholm. Damit errang Eadie für die Labour Party den einzigen Wahlkreis in der Wahlregion Mid Scotland and Fife. Alle anderen Wahlkreise gingen an die SNP.

## Werdegang
Eadie besuchte die Larbert High School im benachbarten Larbert. Sie ging dann ans Falkirk Technical College und später an die London School of Economics, die sie mit einem Abschluss im Wirtschaftsbereich abschloss. In den 1970er Jahren arbeitete Eadie für die schottischen Unterhausabgeordneten Harry Ewing, Baron Ewing of Kirkford und Alex Eadie, ihren Schwiegervater. Zwischen 1976 und 1984 war Helen Eadie in Vollzeit für die Gewerkschaft GMB tätig, anschließend für die Regionalregierung von Fife. Hierbei war sie in den Bereichen Gleichstellung und Verkehr aktiv. In ihrer Zeit im schottischen Parlament beschäftigte Eadie sich mit den Themengebieten Verkehr und Umwelt sowie Gesundheit und Sport. Seit der Wahl 2011 war sie im Bereich Europa- und Auslandsfragen tätig.
Ende Oktober 2013 wurde bei ihr eine Krebserkrankung festgestellt, der sie am 9. November 2013 in einem Krankenhaus in Dunfermline erlag. Helen Eadie war verheiratet und Mutter zweier Töchter.